# Jennifer Welles
Jennifer Welles (15 marzo 1937 – 26 giugno 2018) è stata un'attrice pornografica e attrice cinematografica statunitense principalmente attiva in film softcore e hardcore negli anni settanta, sebbene avesse iniziato la sua carriera d'attrice alla fine degli anni sessanta in pellicole di genere sexploitation.

## Biografia
Jennifer Welles crebbe a Paterson, New Jersey, dove frequentò la locale scuola elementare parrocchiale.

### Carriera
Iniziò la carriera nel mondo dello spettacolo all'età di quindici anni entrando a far parte di una compagnia di danza, mentendo sull'età per poter essere ammessa (disse di avere 21 anni). Svolse molti lavori differenti: corista, assistente di un prestigiatore, cantante jazz e ballerina da nightclub. Successivamente, fece anche la spogliarellista.
Dopo numerose apparizioni in vari film erotici, recitò nel suo primo film porno: Honeypie del 1975.
La Welles lavorò anche come modella per numerose riviste pornografiche dell'epoca, come Bizarre, utilizzando lo pseudonimo "Lisa Duran".
Parallelamente recitò in molti film hard, il più famoso dei quali è l'autobiografico Goduria carnale (Inside Jennifer Welles) (1977), del quale fu anche regista (sebbene il film fosse stato girato in realtà da Joseph W. Sarno, non accreditato).
Ha tenuto conferenze in diversi atenei come University of Maryland e Stony Brook University.

## Riconoscimenti
Nel 1977 la Welles vinse il premio Erotica Award come Miglior attrice per il film Little Orphan Sammy. Nel 1996 è stata ammessa nella AVN Hall of Fame.

## Vita privata
Jennifer Welles lasciò improvvisamente l'industria del porno nel 1977 dopo aver sposato un suo ricco fan.

## Filmografia
- Little Blue Box (1979)
- Goduria carnale (1977) (anche regia)
- Little Orphan Sammy (1976)
- Blonde Velvet (1976)
- Misty (1976)
- Un corpo che urla (1976)
- Temptations (1976)
- Apriti con amore (1976)
- Honey Pie (1976)
- Abigail Lesley Is Back in Town (1975)
- Sexual Freedom in Brooklyn (1975)
- Confessions of a Young American Housewife (1974)
- The Switch or How to Alter Your Ego (1974) (come Jennifer Wells)
- Mrs. Barrington (1974)
- The Groove Tube (1974)
- Virgin and the Lover (1973)
- The Sexualist: A Voyage to the World of Forbidden Love (1973)
- Sugar Cookies (1973)
- The Female Response (1973)
- Is There Sex After Death? (1971)
- A Weekend with Strangers (1971)
- Scorpio '70 (1970)
- The Good, the Bad and the Beautiful (1970) (come Elizabeth Aubert)
- Submission (1969)
- This Sporting House (1969) (come Lisa Duran)
- Career Bed (1969) (come Lisa Duran)